# Pavel Uryson
Pavel Samuilovič Uryson (rusky Па́вел Самуи́лович Урысо́н; 3. února 1898 Oděsa – 17. srpna 1924 Batz-sur-Mer) byl sovětský matematik známý svou prací v oblasti teorie dimenzí a autorstvím Urysonovy věty o metrizaci a Urysonova lemmatu, což jsou oba zásadní výsledky topologie. Také zkonstruoval to, co se dnes nazývá Urysonův univerzální prostor a jeho jméno nese Fréchetův-Urysonův prostor, Mengerova-Urysonova dimenze a Urysonova integrální rovnice. V roce 1923 formuloval spolu s Pavlem Alexandrovem moderní definici kompaktnosti. Zemřel ve 26 letech, když se utopil při plavání v moři.